# Ski Tour Canada 2016
De Ski Tour Canada 2016 was de eerste editie van de Ski Tour Canada, een langlaufwedstrijd over verschillende etappes. De tour begon op 1 maart  in Gatineau en eindigde op 12 maart in Canmore. Deze Ski Tour Canada maakte deel uit van de wereldbeker langlaufen 2015/2016.

## Etappeschema
| Datum      | Plaats   | Etappe                        | Mannen                  | Vrouwen                 |
| ---------- | -------- | ----------------------------- | ----------------------- | ----------------------- |
| 01/03/2016 | Gatineau | Sprint                        | Vrije stijl             | Vrije stijl             |
| 02/03/2016 | Montreal | Massastart                    | 22 km (klassieke stijl) | 13 km (klassieke stijl) |
| 04/03/2016 | Quebec   | Sprint                        | Vrije stijl             | Vrije stijl             |
| 05/03/2016 | Quebec   | Achtervolging (handicapstart) | 15 km (vrije stijl)     | 10 km (vrije stijl)     |
| 08/03/2016 | Canmore  | Sprint                        | Klassieke stijl         | Klassieke stijl         |
| 09/03/2016 | Canmore  | Skiatlon                      | 30 km                   | 15 km                   |
| 11/03/2016 | Canmore  | Intervalstart                 | 15 km (vrije stijl)     | 10 km (vrije stijl)     |
| 12/03/2016 | Canmore  | Achtervolging (handicapstart) | 15 km (klassieke stijl) | 10 km (vrije stijl)     |

## Wereldbekerpunten
De beste dertig van de Ski Tour Canada ontvangen viermaal het aantal wereldbekerpunten dat zij zouden ontvangen voor dezelfde positie tijdens een reguliere wereldbekerwedstrijd, De winnaar ontvangt 400 punten, de nummer twee 320 enzovoort. Voor een etappezege ontvangt de winnaar de helft van de punten ten opzichte van winst in een reguliere wedstrijd, voor plaats twee tot en met dertig geldt een andere verdeling dan 50% procent van de wereldbekerpunten.
| Plaats     | 1   | 2   | 3   | 4   | 5   | 6   | 7   | 8   | 9   | 10  | 11 | 12 | 13 | 14 | 15 | 16 | 17 | 18 | 19 | 20 | 21 | 22 | 23 | 24 | 25 | 26 | 27 | 28 | 29 | 30 |
| ---------- | --- | --- | --- | --- | --- | --- | --- | --- | --- | --- | -- | -- | -- | -- | -- | -- | -- | -- | -- | -- | -- | -- | -- | -- | -- | -- | -- | -- | -- | -- |
| Klassement | 400 | 320 | 240 | 200 | 180 | 160 | 144 | 128 | 116 | 104 | 96 | 88 | 80 | 72 | 64 | 60 | 56 | 52 | 48 | 44 | 40 | 36 | 32 | 28 | 24 | 20 | 16 | 12 | 8  | 4  |
| Etappes    | 50  | 46  | 43  | 40  | 37  | 34  | 32  | 30  | 28  | 26  | 24 | 22 | 20 | 18 | 16 | 15 | 14 | 13 | 12 | 11 | 10 | 9  | 8  | 7  | 6  | 5  | 4  | 3  | 2  | 1  |

## Klassementen

### Algemeen klassement
| Mannen | Mannen                 | Mannen | Mannen    |
| #      | Naam                   | Land   | Tijd      |
| ------ | ---------------------- | ------ | --------- |
| 1      | Martin Johnsrud Sundby | NOR    | 4:06.35,2 |
| 2      | Sergej Oestjoegov      | RUS    | + 57,7    |
| 3      | Petter Northug         | NOR    | + 1.52,5  |
| 4      | Maurice Manificat      | FRA    | + 2.18,4  |
| 5      | Alex Harvey            | CAN    | + 2.53,9  |
| 6      | Matti Heikkinen        | FIN    | + 3.06,8  |
| 7      | Emil Iversen           | NOR    | + 4.12,7  |
| 8      | Hans Christer Holund   | NOR    | + 5.14,3  |
| 9      | Finn Hågen Krogh       | NOR    | + 5.23,7  |
| 10     | Marcus Hellner         | SWE    | + 6.01,3  |

| Vrouwen | Vrouwen                  | Vrouwen | Vrouwen   |
| #       | Naam                     | Land    | Tijd      |
| ------- | ------------------------ | ------- | --------- |
| 1       | Therese Johaug           | NOR     | 2:40.52,0 |
| 2       | Heidi Weng               | NOR     | + 1.07,8  |
| 3       | Ingvild Flugstad Østberg | NOR     | + 2.13,3  |
| 4       | Krista Pärmäkoski        | FIN     | + 2.56,2  |
| 5       | Jessica Diggins          | USA     | + 3.08,5  |
| 6       | Astrid Jacobsen          | NOR     | + 4.12,0  |
| 7       | Kerttu Niskanen          | FIN     | + 5.20,5  |
| 8       | Anne Kyllönen            | FIN     | + 5.34,8  |
| 9       | Justyna Kowalczyk        | POL     | + 6.55,7  |
| 10      | Maiken Caspersen Falla   | NOR     | + 7.07,8  |

### Sprintklassement
| Mannen | Mannen                 | Mannen | Mannen |
| #      | Naam                   | Land   | Tijd   |
| ------ | ---------------------- | ------ | ------ |
| 1      | Sergej Oestjoegov      | RUS    | 222    |
| 2      | Petter Northug         | NOR    | 185    |
| 3      | Martin Johnsrud Sundby | NOR    | 161    |
| 4      | Emil Iversen           | NOR    | 159    |
| 5      | Alex Harvey            | CAN    | 122    |
| 6      | Finn Hågen Krogh       | NOR    | 121    |
| 7      | Federico Pellegrino    | ITA    | 106    |
| 8      | Richard Jouve          | FRA    | 103    |
| 9      | Maurice Manificat      | FRA    | 92     |
| 10     | Teodor Peterson        | SWE    | 90     |

| Vrouwen | Vrouwen                  | Vrouwen | Vrouwen |
| #       | Naam                     | Land    | Tijd    |
| ------- | ------------------------ | ------- | ------- |
| 1       | Heidi Weng               | NOR     | 210     |
| 2       | Ingvild Flugstad Østberg | NOR     | 195     |
| 3       | Maiken Caspersen Falla   | NOR     | 187     |
| 4       | Astrid Jacobsen          | NOR     | 163     |
| 5       | Therese Johaug           | NOR     | 129     |
| 6       | Jessica Diggins          | USA     | 121     |
| 7       | Krista Pärmäkoski        | FIN     | 119     |
| 8       | Sandra Ringwald          | GER     | 112     |
| 9       | Charlotte Kalla          | SWE     | 92      |
| 10      | Vesna Fabjan             | SLO     | 75      |

## Etappes

### Etappe 1
| Mannen | Mannen              | Mannen | Mannen |
| #      | Naam                | Land   | Tijd   |
| ------ | ------------------- | ------ | ------ |
| 1      | Sergej Oestjoegov   | RUS    | 60 s   |
| 2      | Richard Jouve       | FRA    | 56 s   |
| 3      | Simeon Hamilton     | USA    | 52 s   |
| 4      | Finn Hågen Krogh    | NOR    | 48 s   |
| 5      | Ola Vigen Hattestad | NOR    | 44 s   |
| 6      | Petter Northug      | NOR    | 42 s   |
| 7      | Teodor Peterson     | SWE    | 40 s   |
| 8      | Emil Iversen        | NOR    | 38 s   |
| 9      | Federico Pellegrino | ITA    | 36 s   |
| 10     | Renaud Jay          | FRA    | 34 s   |

| Vrouwen | Vrouwen                  | Vrouwen | Vrouwen |
| #       | Naam                     | Land    | Tijd    |
| ------- | ------------------------ | ------- | ------- |
| 1       | Maiken Caspersen Falla   | NOR     | 60 s    |
| 2       | Stina Nilsson            | SWE     | 56 s    |
| 3       | Jessica Diggins          | USA     | 52 s    |
| 4       | Heidi Weng               | NOR     | 48 s    |
| 5       | Ingvild Flugstad Østberg | NOR     | 44 s    |
| 6       | Ida Ingemarsdotter       | SWE     | 42 s    |
| 7       | Vesna Fabjan             | SLO     | 40 s    |
| 8       | Charlotte Kalla          | SWE     | 38 s    |
| 9       | Sandra Ringwald          | GER     | 36 s    |
| 10      | Hanna Kolb               | GER     | 34 s    |

### Etappe 2
| Mannen | Mannen                 | Mannen | Mannen   |
| #      | Naam                   | Land   | Tijd     |
| ------ | ---------------------- | ------ | -------- |
| 1      | Emil Iversen           | NOR    | 45.05,4  |
| 2      | Petter Northug         | NOR    | + 5,3    |
| 3      | Sergej Oestjoegov      | RUS    | + 14,5   |
| 4      | Martin Johnsrud Sundby | NOR    | + 39,8   |
| 5      | Maksim Vylegsjanin     | RUS    | + 51,4   |
| 6      | Didrik Tønseth         | NOR    | + 55,2   |
| 7      | Andrej Larkov          | RUS    | + 1.07,0 |
| 8      | Hans Christer Holund   | NOR    | + 1.15,5 |
| 9      | Alex Harvey            | CAN    | + 1.16,4 |
| 10     | Jevgeni Belov          | RUS    | + 1.18,7 |

| Vrouwen | Vrouwen                  | Vrouwen | Vrouwen  |
| #       | Naam                     | Land    | Tijd     |
| ------- | ------------------------ | ------- | -------- |
| 1       | Therese Johaug           | NOR     | 30.05,6  |
| 2       | Heidi Weng               | NOR     | + 1.00,3 |
| 3       | Astrid Jacobsen          | NOR     | + 1.09,8 |
| 4       | Maiken Caspersen Falla   | NOR     | + 1.42,0 |
| 5       | Justyna Kowalczyk        | POL     | + 1.42,8 |
| 6       | Ingvild Flugstad Østberg | NOR     | + 1.43,0 |
| 7       | Kerttu Niskanen          | FIN     | + 1.43,3 |
| 8       | Jessica Diggins          | USA     | + 1.43,5 |
| 9       | Anne Kyllönen            | FIN     | + 1.47,4 |
| 10      | Krista Pärmäkoski        | FIN     | + 1.51,0 |

### Etappe 3
| Mannen | Mannen             | Mannen | Mannen |
| #      | Naam               | Land   | Tijd   |
| ------ | ------------------ | ------ | ------ |
| 1      | Baptiste Gros      | FRA    | 60 s   |
| 2      | Alex Harvey        | CAN    | 56 s   |
| 3      | Sergej Oestjoegov  | RUS    | 52 s   |
| 4      | Petter Northug     | NOR    | 48 s   |
| 5      | Maciej Starega     | POL    | 44 s   |
| 6      | Richard Jouve      | FRA    | 42 s   |
| 7      | Bernhard Tritscher | AUT    | 40 s   |
| 8      | Simeon Hamilton    | USA    | 38 s   |
| 9      | Martti Jylhä       | FIN    | 36 s   |
| 10     | Jesse Cockney      | USA    | 34 s   |

| Vrouwen | Vrouwen                  | Vrouwen | Vrouwen |
| #       | Naam                     | Land    | Tijd    |
| ------- | ------------------------ | ------- | ------- |
| 1       | Stina Nilsson            | SWE     | 60 s    |
| 2       | Maiken Caspersen Falla   | NOR     | 56 s    |
| 3       | Heidi Weng               | NOR     | 52 s    |
| 4       | Ingvild Flugstad Østberg | NOR     | 48 s    |
| 5       | Astrid Jacobsen          | NOR     | 44 s    |
| 6       | Ida Ingemarsdotter       | SWE     | 42 s    |
| 7       | Sandra Ringwald          | GER     | 40 s    |
| 8       | Sadie Bjornsen           | USA     | 38 s    |
| 9       | Hanna Falk               | SWE     | 36 s    |
| 10      | Sophie Caldwell          | USA     | 34 s    |

### Etappe 4
| Mannen | Mannen                 | Mannen | Mannen   |
| #      | Naam                   | Land   | Tijd     |
| ------ | ---------------------- | ------ | -------- |
| 1      | Sergej Oestjoegov      | RUS    | 34.31,8  |
| 2      | Petter Northug         | NOR    | + 17,7   |
| 3      | Emil Iversen           | NOR    | + 1.02,2 |
| 4      | Alex Harvey            | CAN    | + 1.49,8 |
| 5      | Martin Johnsrud Sundby | NOR    | + 1.50,8 |
| 6      | Finn Hågen Krogh       | NOR    | + 3.28,2 |
| 7      | Maksim Vylegsjanin     | RUS    | + 3.29,2 |
| 8      | Niklas Dyrhaug         | NOR    | + 3.30,0 |
| 9      | Bernhard Tritscher     | AUT    | + 3.30,2 |
| 10     | Andrej Larkov          | NOR    | + 3.31,5 |

| Vrouwen | Vrouwen                  | Vrouwen | Vrouwen  |
| #       | Naam                     | Land    | Tijd     |
| ------- | ------------------------ | ------- | -------- |
| 1       | Heidi Weng               | NOR     | 24.18,8  |
| 2       | Therese Johaug           | NOR     | + 0,1    |
| 3       | Astrid Jacobsen          | NOR     | + 1.05,2 |
| 4       | Maiken Caspersen Falla   | NOR     | + 1.37,6 |
| 5       | Jessica Diggins          | USA     | + 1.48,1 |
| 6       | Ingvild Flugstad Østberg | NOR     | + 1.52,0 |
| 7       | Stina Nilsson            | SWE     | + 2.45,4 |
| 8       | Krista Pärmäkoski        | FIN     | + 2.45,9 |
| 9       | Charlotte Kalla          | SWE     | + 2.49,1 |
| 10      | Sadie Bjornsen           | USA     | + 2.49,6 |

### Etappe 5
| Mannen | Mannen                 | Mannen | Mannen |
| #      | Naam                   | Land   | Tijd   |
| ------ | ---------------------- | ------ | ------ |
| 1      | Federico Pellegrino    | ITA    | 60 s   |
| 2      | Eirik Brandsdal        | NOR    | 56 s   |
| 3      | Maurice Manificat      | FRA    | 52 s   |
| 4      | Martin Johnsrud Sundby | NOR    | 48 s   |
| 5      | Finn Hågen Krogh       | NOR    | 44 s   |
| 6      | Petter Northug         | NOR    | 42 s   |
| 7      | Emil Iversen           | NOR    | 40 s   |
| 8      | Teodor Peterson        | SWE    | 38 s   |
| 9      | Sergej Oestjoegov      | RUS    | 36 s   |
| 10     | Oskar Svensson         | SWE    | 34 s   |

| Vrouwen | Vrouwen                  | Vrouwen | Vrouwen |
| #       | Naam                     | Land    | Tijd    |
| ------- | ------------------------ | ------- | ------- |
| 1       | Maiken Caspersen Falla   | NOR     | 60 s    |
| 2       | Astrid Jacobsen          | NOR     | 56 s    |
| 3       | Ingvild Flugstad Østberg | NOR     | 52 s    |
| 4       | Krista Pärmäkoski        | FIN     | 48 s    |
| 5       | Anne Kyllönen            | FIN     | 44 s    |
| 6       | Jessica Diggins          | USA     | 42 s    |
| 7       | Justyna Kowalczyk        | POL     | 40 s    |
| 8       | Denise Herrmann          | GER     | 38 s    |
| 9       | Sandra Ringwald          | GER     | 36 s    |
| 10      | Charlotte Kalla          | SWE     | 34 s    |

### Etappe 6
| Mannen | Mannen                 | Mannen | Mannen    |
| #      | Naam                   | Land   | Tijd      |
| ------ | ---------------------- | ------ | --------- |
| 1      | Martin Johnsrud Sundby | NOR    | 1:16.29,7 |
| 2      | Sergej Oestjoegov      | RUS    | + 2,8     |
| 3      | Matti Heikkinen        | FIN    | + 3,7     |
| 4      | Finn Hågen Krogh       | NOR    | + 5,0     |
| 5      | Didrik Tønseth         | NOR    | + 7,1     |
| 6      | Hans Christer Holund   | NOR    | + 7,4     |
| 7      | Alex Harvey            | CAN    | + 7,6     |
| 8      | Maurice Manificat      | FRA    | + 10,0    |
| 9      | Aleksandr Bessmertnych | RUS    | + 13,1    |
| 10     | Ivan Babikov           | CAN    | + 16,9    |

| Vrouwen | Vrouwen                  | Vrouwen | Vrouwen |
| #       | Naam                     | Land    | Tijd    |
| ------- | ------------------------ | ------- | ------- |
| 1       | Heidi Weng               | NOR     | 39.41,0 |
| 2       | Therese Johaug           | NOR     | + 0,8   |
| 3       | Astrid Jacobsen          | NOR     | + 9,8   |
| 4       | Krista Pärmäkoski        | FIN     | + 13,4  |
| 5       | Anne Kyllönen            | FIN     | + 13,5  |
| 6       | Ingvild Flugstad Østberg | NOR     | + 14,2  |
| 7       | Kerttu Niskanen          | FIN     | + 14,8  |
| 8       | Laura Mononen            | FIN     | + 16,4  |
| 9       | Nathalie Von Siebenthal  | SUI     | + 17,5  |
| 10      | Kari Øyre Slind          | NOR     | + 40,7  |

### Etappe 7
| Mannen | Mannen                 | Mannen | Mannen   |
| #      | Naam                   | Land   | Tijd     |
| ------ | ---------------------- | ------ | -------- |
| 1      | Matti Heikkinen        | FIN    | 35.16,3  |
| 2      | Jevgeni Belov          | RUS    | + 13,6   |
| 3      | Marcus Hellner         | SWE    | + 13,9   |
| 4      | Alex Harvey            | CAN    | + 21,7   |
| 5      | Robin Duvillard        | FRA    | + 28,8   |
| 6      | Martin Johnsrud Sundby | NOR    | + 37,5   |
| 7      | Finn Hågen Krogh       | NOR    | + 37,6   |
| 8      | Petter Northug         | NOR    | + 47,4   |
| 9      | Hans Christer Holund   | NOR    | + 57,9   |
| 10     | Ivan Babikov           | CAN    | + 1.00,2 |

| Vrouwen | Vrouwen                  | Vrouwen | Vrouwen |
| #       | Naam                     | Land    | Tijd    |
| ------- | ------------------------ | ------- | ------- |
| 1       | Ingvild Flugstad Østberg | NOR     | 23.20,1 |
| 2       | Heidi Weng               | NOR     | + 23,0  |
| 3       | Krista Pärmäkoski        | FIN     | + 24,5  |
| 4       | Kari Øyre Slind          | NOR     | + 24,6  |
| 5       | Jessica Diggins          | USA     | + 32,6  |
| 6       | Therese Johaug           | NOR     | + 40,1  |
| 7       | Teresa Stadlober         | AUT     | + 52,2  |
| 8       | Kerttu Niskanen          | FIN     | + 53,6  |
| 9       | Nicole Fessel            | GER     | + 54,9  |
| 10      | Anne Kyllönen            | FIN     | + 55,1  |

### Etappe 8
| Mannen | Mannen                 | Mannen | Mannen   |
| #      | Naam                   | Land   | Tijd     |
| ------ | ---------------------- | ------ | -------- |
| 1      | Maurice Manificat      | FRA    | 45.54,6  |
| 2      | Matti Heikkinen        | FIN    | + 10,6   |
| 3      | Martin Johnsrud Sundby | NOR    | + 49,9   |
| 4      | Aleksandr Bessmertnych | RUS    | + 58,8   |
| 5      | Aleksej Poltoranin     | KAZ    | + 59,8   |
| 6      | Jevgeni Belov          | RUS    | + 1.01,0 |
| 7      | Maksim Vylegsjanin     | RUS    | + 1.04,4 |
| 8      | Jonas Baumann          | SUI    | + 1.05,8 |
| 9      | Jean-Marc Gaillard     | FRA    | + 1.06,1 |
| 10     | Lari Lehtonen          | FIN    | + 1.13,6 |

| Vrouwen | Vrouwen                     | Vrouwen | Vrouwen  |
| #       | Naam                        | Land    | Tijd     |
| ------- | --------------------------- | ------- | -------- |
| 1       | Krista Pärmäkoski           | FIN     | 33.41,8  |
| 2       | Therese Johaug              | NOR     | + 0,6    |
| 3       | Jessica Diggins             | USA     | + 18,9   |
| 4       | Kerttu Niskanen             | FIN     | + 25,8   |
| 5       | Anne Kyllönen               | FIN     | + 26,5   |
| 6       | Justyna Kowalczyk           | POL     | + 26,7   |
| 7       | Nathalie Von Siebenthal     | SUI     | + 29,0   |
| 8       | Virginia De Martin Topranin | ITA     | + 58,3   |
| 9       | Laura Mononen               | FIN     | + 1.00,5 |
| 10      | Alena Prochazková           | SVK     | + 1.06,0 |

## Klassementsleiders na elke etappe
| Etappe | Mannen                 | Mannen            | Vrouwen                | Vrouwen                |
| Etappe | Algemeen klassement    | Puntenklassement  | Algemeen klassement    | Puntenklassement       |
| ------ | ---------------------- | ----------------- | ---------------------- | ---------------------- |
| 1      | Sergej Oestjoegov      | Sergej Oestjoegov | Maiken Caspersen Falla | Maiken Caspersen Falla |
| 2      | Sergej Oestjoegov      | Sergej Oestjoegov | Therese Johaug         | Heidi Weng             |
| 3      | Sergej Oestjoegov      | Sergej Oestjoegov | Heidi Weng             | Heidi Weng             |
| 4      | Sergej Oestjoegov      | Sergej Oestjoegov | Heidi Weng             | Heidi Weng             |
| 5      | Sergej Oestjoegov      | Sergej Oestjoegov | Heidi Weng             | Heidi Weng             |
| 6      | Sergej Oestjoegov      | Sergej Oestjoegov | Heidi Weng             | Heidi Weng             |
| 7      | Sergej Oestjoegov      | Sergej Oestjoegov | Heidi Weng             | Heidi Weng             |
| 8      | Martin Johnsrud Sundby | Sergej Oestjoegov | Therese Johaug         | Heidi Weng             |